# Mairie d'Ivry (metrostation)
Mairie d'Ivry er en station på linje 7 i metronettet i Paris, beliggende i kommunen Ivry-sur-Seine. Stationen blev åbnet 1. maj 1946.
Stationen er endestation for en af de to forgreninger af linje 7. Den anden grens endestation er Villejuif - Louis Aragon.

## Trafikforbindelser
- RATP-buslinjerne 125